# Teruki Origuchi
Teruki Origuchi (折口 輝樹 Origuchi Teruki?, nacido el 21 de mayo de 2001 en Aichi) es un futbolista japonés que juega como guardameta.
En 2019, Origuchi se unió al Cerezo Osaka de la J1 League.

## Trayectoria

### Clubes
| Club         | País  | Año    |
| ------------ | ----- | ------ |
| Cerezo Osaka | Japón | 2019 - |

## Estadística de carrera

### J. League
| Club                | Año   | J. League | J. League | Copa J. League | Copa J. League | Total | Total |
| Club                | Año   | Part.     | Goles     | Part.          | Goles          | Part. | Goles |
| ------------------- | ----- | --------- | --------- | -------------- | -------------- | ----- | ----- |
| Cerezo Osaka        | 2019  | 0         | 0         | 0              | 0              | 0     | 0     |
| Cerezo Osaka sub-23 | 2019  | 1         | 0         | -              | -              | 1     | 0     |
| Total               | Total | 1         | 0         | 0              | 0              | 1     | 0     |